# Deinze

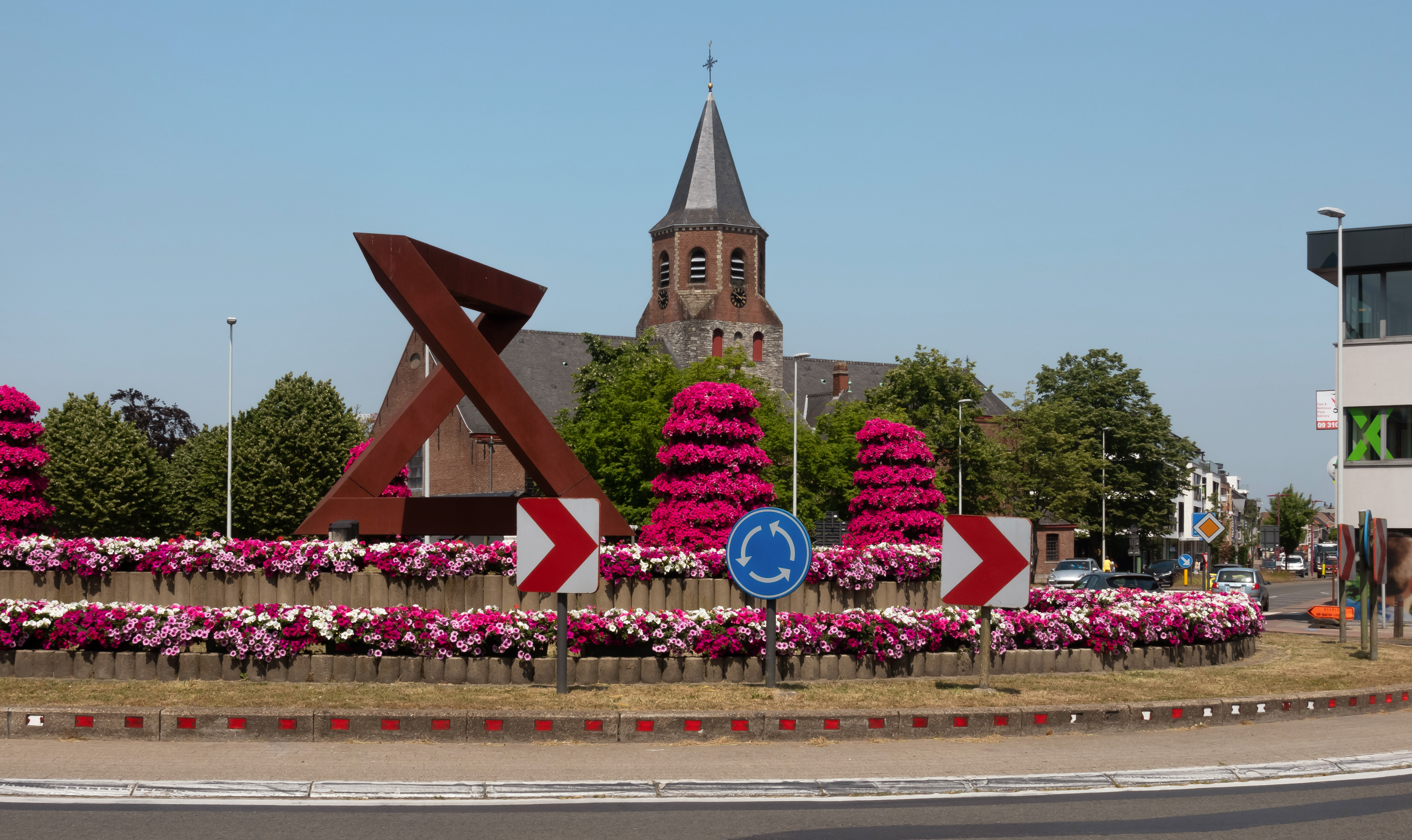
Deinze, Kirche: parochiekerk Sint-Martinus en Sint-Antonius Abt

Deinze ist eine belgische Stadt in der Provinz Ostflandern mit 45.471 Einwohnern (Stand 1. Januar 2024). Deinze besteht aus den Teilgemeinden Astene, Bachte-Maria-Leerne, Deinze, Gottem, Grammene, Hansbeke, Landegem, Meigem, Merendree, Nevele, Petegem-aan-de-Leie, Poesele, Sint-Martens-Leerne, Vinkt, Vosselare, Wontergem und Zeveren. Die deutsche Partnerstadt von Deinze ist Rheinbach bei Bonn.

## Geschichte
Die etwa 20 km südwestlich von Gent liegende Stadt wurde erstmals im Jahr 890 unter dem Namen Donsa erwähnt und liegt an dem Fluss Leie. Hier blühte vom Mittelalter bis nach dem Ersten Weltkrieg die Flachsindustrie.
Im Mai 1940 richteten Angehörige der 225. Infanterie-Division der deutschen Wehrmacht in den Ortsteilen Vinkt und Meigem das Massaker von Vinkt an.
Zum 1. Januar 2019 fusionierte Deinze mit der Nachbargemeinde Nevele.

## Politik

### Stadtrat
- Vooruit – Gr: 5
- CD&V: 15
- Open VLD: 5
- N-VA: 8
- VB: 2

Nach der Wahl wurde eine Koalition aus CD&V und OpenVLD eingegangen. 
 Sie kommen zusammen auf 20 der 35 Sitze.
- Vooruit: 8
- Vooruit – Gr: 5
- Groen: 11
- CD&V: 55
- CD&V – NVA: 13
- Open VLD: 36
- N-VA: 20
- VB: 6
- Sonst.: 3

CD&V und OpenVLD haben eine Mehrheit mit 91 von 79 nötigen Sitzen.

## Wirtschaft und Infrastruktur
Der Geflügelmarkt von Deinze hat eine überregionale Bedeutung, die dort jeden Mittwoch ermittelten Preise für Geflügel und Eier sind wichtige Eckdaten für die Europäische Union.
In Deinze besteht eine große Produktionsstätte und eine Raffinerie des Pflanzenöl-Herstellers Group Vandamme.

## Sehenswürdigkeiten
Schloss Ooidonk wurde 1595 im spanisch-flämischen Stil auf den Fundamenten einer abgebrannten Festung erbaut und ist eines der prächtigsten Schlösser in Belgien. Zusätzlich dazu steht im Ort die Liebfrauen-Pfarrkirche aus dem 13. Jahrhundert, mit ihrer wertvollen Einrichtung aus dem 18. Jahrhundert. Diese Kirche ist ein charakteristisches Beispiel für die Scheldegotik. In der Teilgemeinde Astene findet man einen etwa 5 km langen abgeschnittenen Arm der Leie. Dies ist ein wahres Paradies für Fischer.

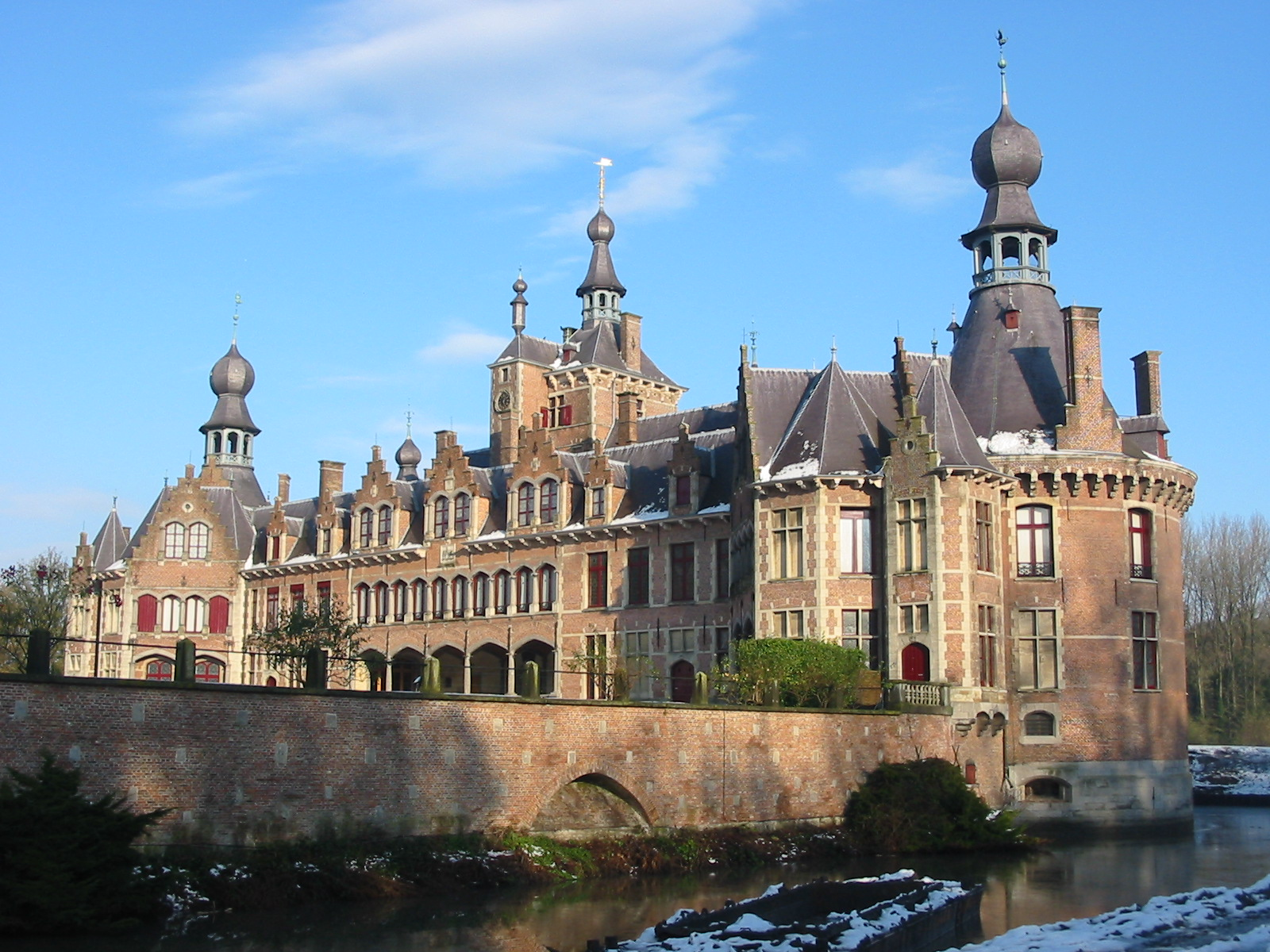
Schloss Ooidonk
Liebfrauenkirche und Zugbrücke im Stadtzentrum von Deinze
Fischerparadies an der alten Leie

## Veranstaltungen
Im August 2022 war Deinze Gastgeber des 20. Europaschützenfestes, einer Veranstaltung der Europäischen Gemeinschaft Historischer Schützen.

## Persönlichkeiten
Söhne und Töchter der Stadt
- Firmin Bouvy (1822–1891), Genremaler und Fotograf
- Lucien Buysse (1892–1980), Radrennfahrer, geboren im heutigen Ortsteil Wontergem
- Marcel Buysse (1889–1939), Radrennfahrer, geboren im heutigen Ortsteil Wontergem
- Raoul De Keyser (1930–2012), bildender Künstler und Maler
- Henri De Wolf (1936–2023), Radrennfahrer
- Rudy Dhaenens (1961–1998), Radrennfahrer
- Peter Verbeken (* 1966), Radrennfahrer
- Bert De Waele (* 1975), Radrennfahrer
- Febe Jooris (* 2004), Radsportlerin, geboren in Astene

Personen, die mit dem Ort in Verbindung stehen
- Jacques Rogge (1942–2021), von 2001 bis 2013 Präsident des Internationalen Olympischen Komitees (IOC), lebte und starb in Deinze
- François de Calvo (1625–1690), französischer Feldherr, starb in Deinze